# Silberstraße

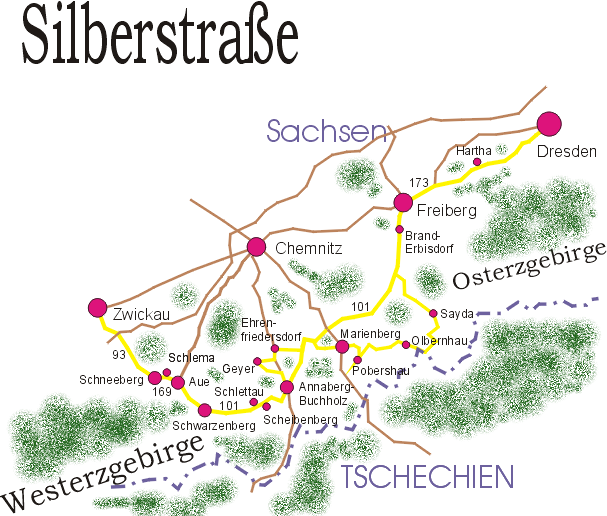
Karte der Silberstraße

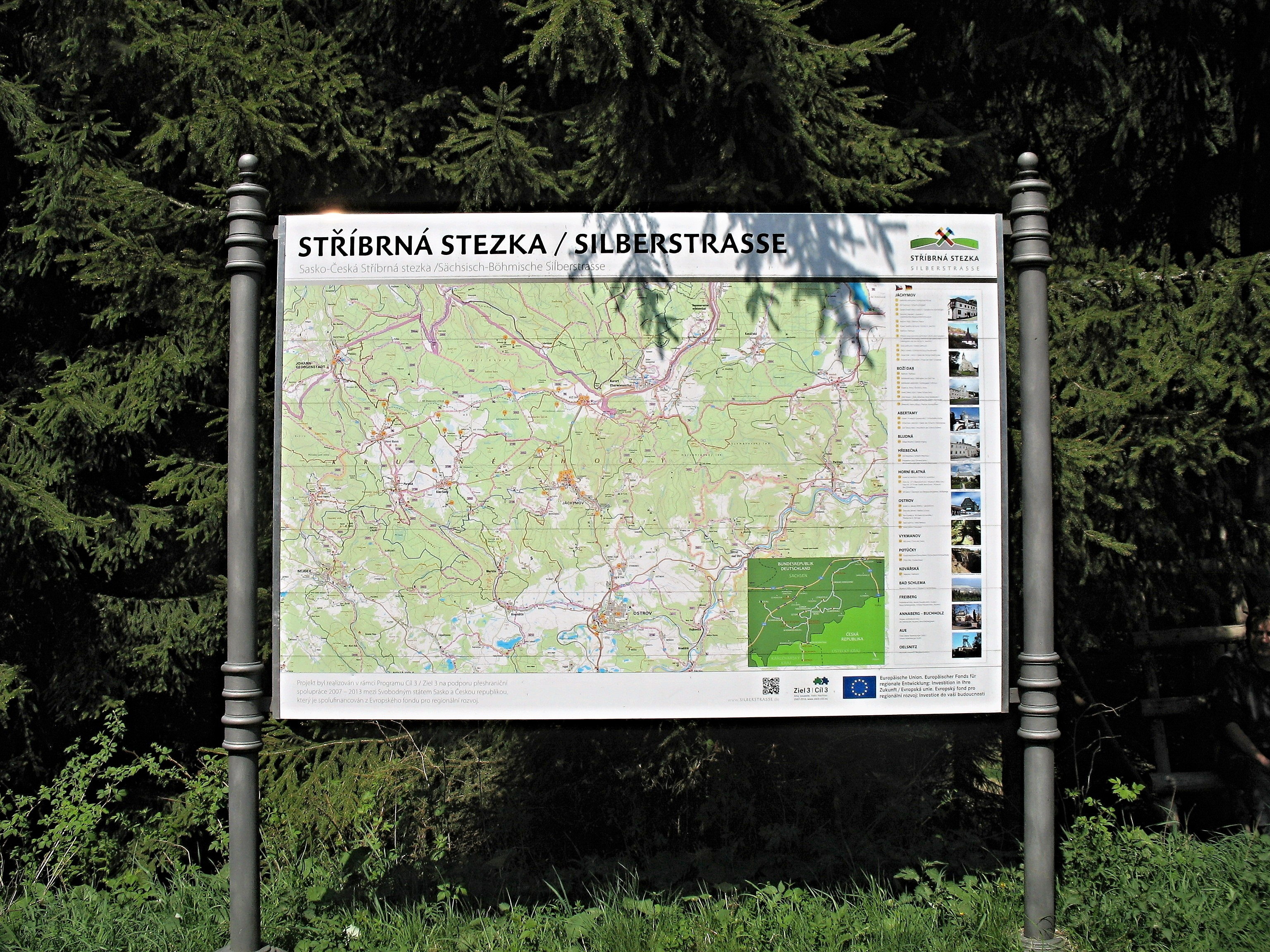
Verlauf der Silberstraße in Sachsen und Böhmen (Karte vor dem Stollen Hermann in Goldenhöhe)

Die 140 Kilometer lange Ferienstraße Silberstraße ist die erste und längste ihrer Art in Sachsen. Vor dem Hintergrund der Bedeutung des Bergbaus für die sächsische Geschichte verbindet die Straße die Sehenswürdigkeiten und touristischen Angebote, die im Erzgebirge und dem Erzgebirgsvorland in Beziehung zum jahrhundertealten Bergbau- und Hüttenwesen stehen. Seit 2012 wird sie als Sächsisch-Böhmische Silberstraße, mit der Verlängerung von Annaberg-Buchholz nach Ostrov, vom Tourismusverband Erzgebirge e. V. vermarktet.

## Hintergrund

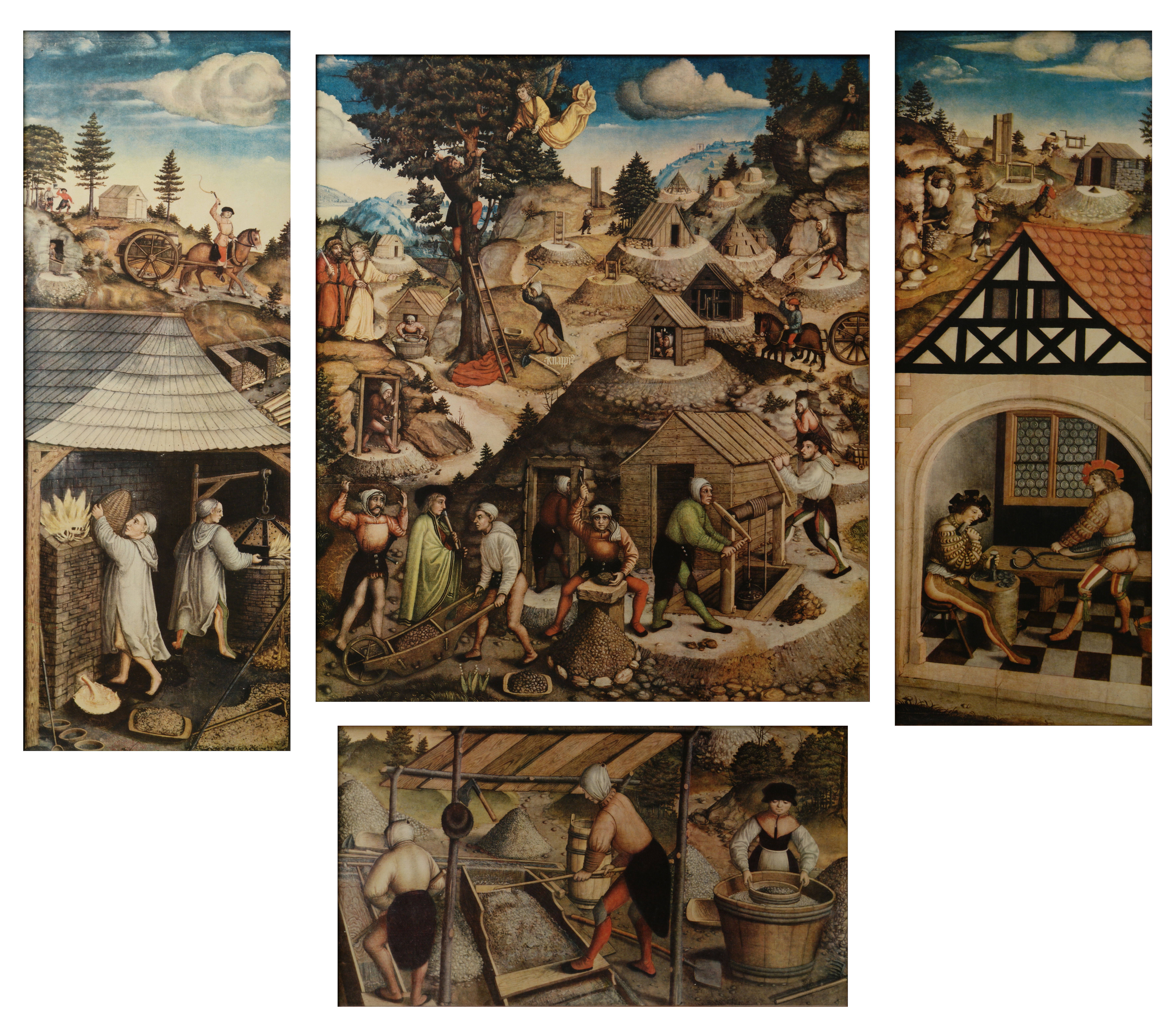
Bergaltar in der St. Annenkirche Annaberg-Buchholz

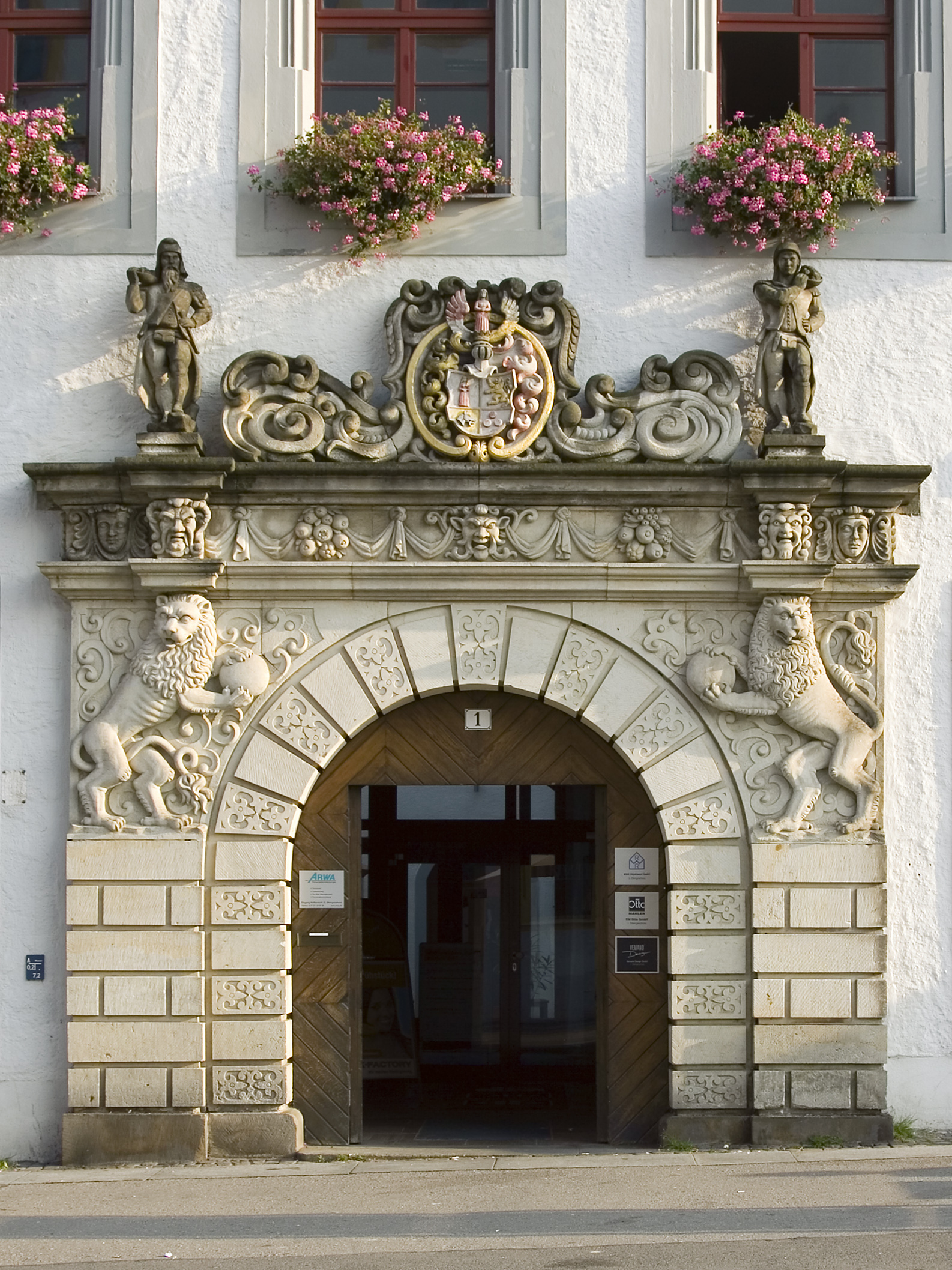
Portal in Freiberg

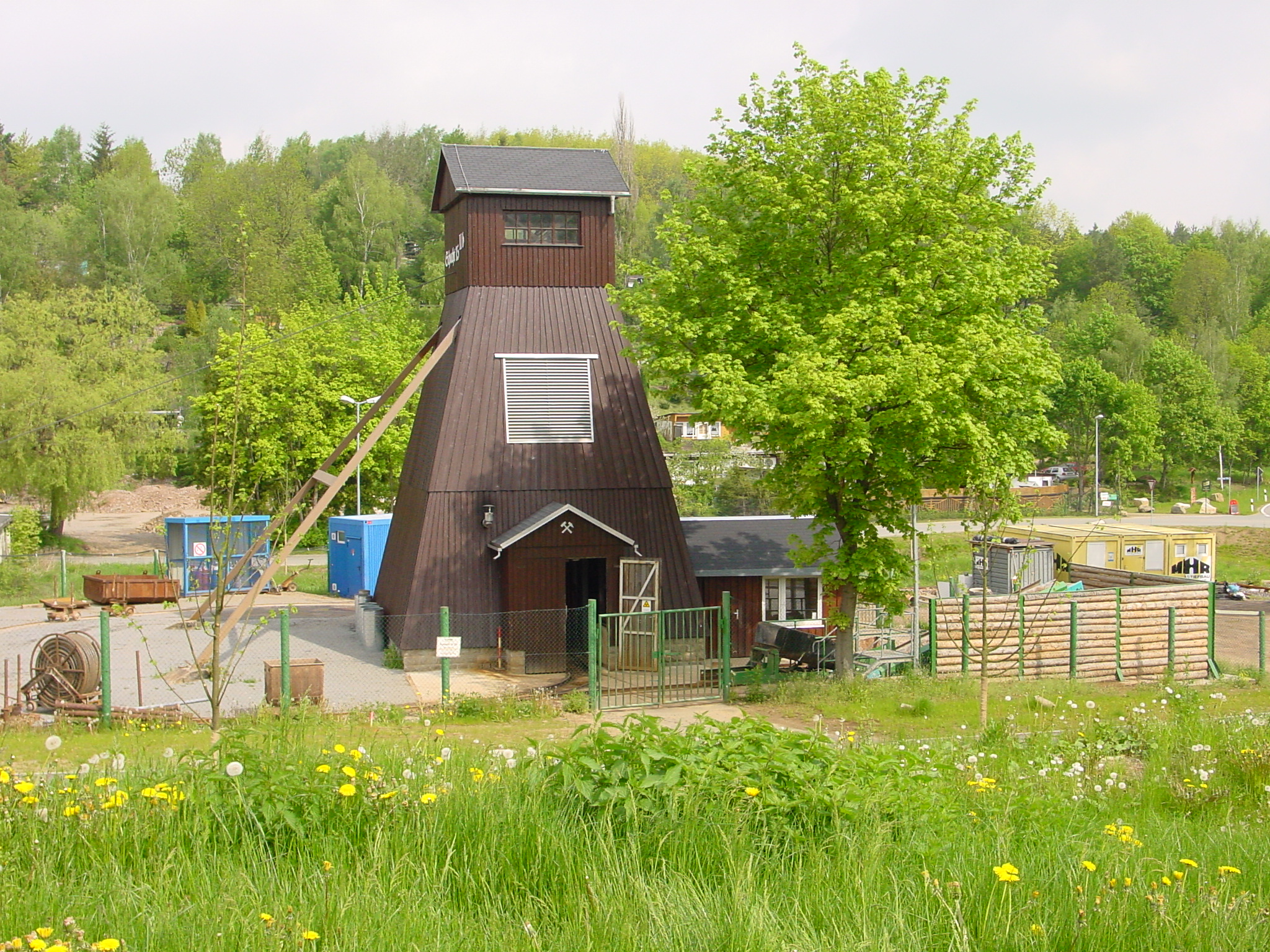
Besucherbergwerk Markus-Semmler-Stolln in Bad Schlema

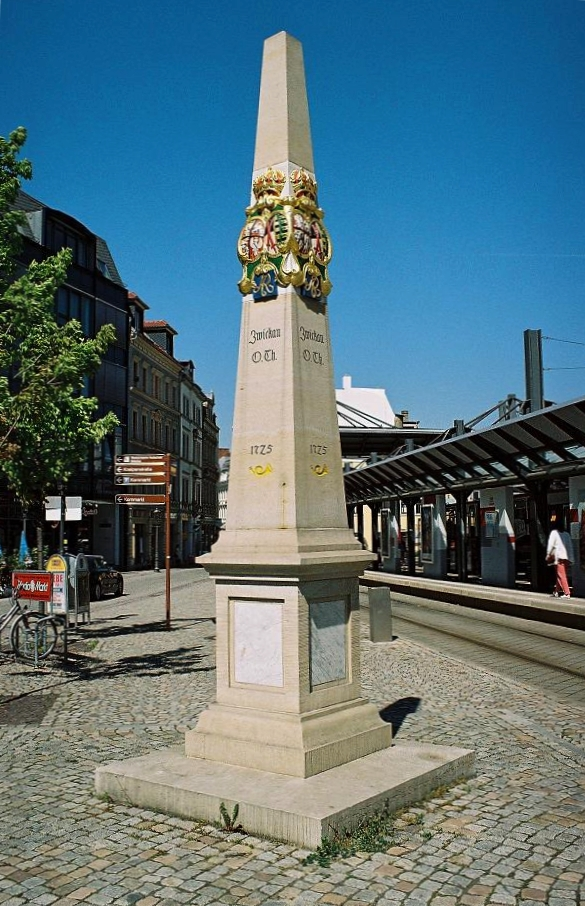
Postsäule Zwickau, Obertor – Beginn der Ferienstraße Silberstraße

Das Erzgebirge wurde über 800 Jahre nachhaltig vom Bergbau und dabei zu Anfang insbesondere vom Silberbergbau, dessen Zulieferindustrien und Gewerken geprägt. Es entstanden Bergwerke, Hüttenwerke und Münzstätten, die wiederum bis in die heutige Zeit Traditionen und Bräuche entstehen ließen. Mehrere technische Denkmale, vor allem zahlreiche Schaubergwerke und mehrere Hammerwerke dazu die Mittelgebirgslandschaft und die im Erzgebirge noch regional geprägte Lebensweise führten zur Entwicklung der Ferienstraße.
Die heutige Ferienstraße Silberstraße geht u. a. auf die historischen Erztransportwege Silberwagenweg Annaberg-Buchholz – Wolkenstein – Lengefeld – Brand-Erbisdorf – Freiberg und die Silberstraße Scharfenberg – Freiberg zurück und symbolisiert den Weg des Silbers aus den Silberbergwerken im Erzgebirge zu den Erzaufbereitungsstätten und führt im Zuge des historischen Fürstenweges durch den Tharandter Wald bis nach Dresden in das Grüne Gewölbe, die Schatzkammer der Wettiner.

## Verlauf
Beginnend in Zwickau führt die Silberstraße über die Bergstadt Schneeberg, die Städte Aue, Schwarzenberg, die Bergstädte Annaberg-Buchholz, Ehrenfriedersdorf, Wolkenstein, Marienberg, Lengefeld, Sayda, Brand-Erbisdorf nach Freiberg und von hier, über Tharandt und Freital, weiter in die sächsische Landeshauptstadt Dresden. Von Annaberg-Buchholz gibt es einen Abzweig nach Ostrov in Böhmen.
Der Verlauf deckt sich weitestgehend mit der Linienführung der Bundesstraßen 93, 169, 101, 171 und 173 sowie der Staatsstraße S 194. Südöstlich von Zwickau führt sie durch die gleichnamige Ortschaft Silberstraße. Zwischen Annaberg und Lengefeld sowie zwischen Brand-Erbisdorf und Freiberg entspricht sie teilweise dem Verlauf des sogenannten Silberwagenweges, einer alten Post- und Handelsstraße, zwischen Freiberg und Naundorf teilweise der Silberstraße, die von Scharfenberg an der Elbe nach Freiberg führte, und in Richtung Dresden verläuft sie auch im Zuge des historischen Fürstenweges durch den Tharandter Wald. Von Zwickau bis Dresden wird die Silberstraße vom Radweg Silberstraße begleitet. Der Abzweig von Annaberg-Buchholz in Richtung Böhmen folgt der alten Poststraße im Zuge der B 95 in Richtung Karlsbad.

## Sehenswürdigkeiten
Die Silberstraße erschließt zahlreiche Sachzeugen des sächsischen Montanwesens dem Tourismus, darunter beispielsweise das Lehr- und Forschungsbergwerk „Reiche Zeche“ und „Alte Elisabeth“, den Eisenhammer Dorfchemnitz und den Frohnauer Hammer.
Zahlreiche spätgotische Hallenkirchen (St. Wolfgangskirche, St. Annenkirche, St. Marien, Freiberger Dom), Bauwerke der sächsischen Renaissance und eine Vielzahl von Dorfkirchen mit Kunstwerken der Architektur, Malerei, Bildhauerei und des Orgelbaus (Gottfried Silbermann) zeugen vom ehemaligen Reichtum der Bergbauregion.
Neben den bedeutenden Mineraliensammlungen in Freiberg wie der terra mineralia, erschließt sie auch das Geologische Freilichtmuseum und den Geologischen Wanderweg im Tharandter Wald, wo man fast alle Erdzeitalter anhand geologischer Aufschlüsse erkunden kann.
Auch in der ehemaligen sächsischen Residenzstadt Dresden hatte der Erlös aus dem Silberbergbau einen beträchtlichen Anteil an der Anlage der Kunstsammlungen und der Entstehung architektonischer Denkmale.
Die Ferienstraße Silberstraße bildet einen sehr guten Einstieg zum Kennenlernen des Erzgebirges. Die Straßenführung ist mit einem silbernen „S“ gekennzeichnet und teilweise identisch mit der Deutschen Alleenstraße.
Viele Veranstaltungen entlang der Ferienstraße Silberstraße geben Einblick in Bergparaden, Weihnachtsbräuche und Volkskunde. Von Handwerk und Kunsthandwerk sind insbesondere das Schnitzen, Klöppeln und das Zinngießen sowie die Herstellung der weltbekannten Weihnachtspyramiden, Krippen, Nussknacker, Räuchermännchen und andere Holzkunst zu nennen.